# Huem Otero García
Huem Otero García (* 18. Februar 1984 in Bogotá, Kolumbien) ist eine österreichische Politikerin der Grünen. Vom 24. November 2020 bis zum 10. Juni 2025 war sie Abgeordnete zum Wiener Landtag und Mitglied des Wiener Gemeinderates.

## Leben

### Ausbildung und Beruf
Huem Otero García besuchte von 1989 bis 1993 das Liceo Boston in Bogotá in Kolumbien und ab 1994 das Hernalser Gymnasium Geblergasse, wo sie 2002 maturierte. Von 2000 bis 2002 engagierte sie sich bei der Aktion kritischer Schüler_innen (AKS), deren Wiener Landesvorsitzende sie 2001 war. 2002 begann sie ein Diplomstudium der Kulturtechnik und Wasserwirtschaft an der Universität für Bodenkultur Wien (BOKU), 2004/05 studierte sie auch Internationale Entwicklung an der Universität Wien. 2012 schloss sie ein Bakkalaureatsstudium der Kulturtechnik und Wasserwirtschaft an der BOKU ab, 2016 beendete sie das darauf aufbauende Masterstudium als Diplomingenieurin. 2017 absolvierte sie einen Universitätslehrgang für Projektmanagement an der Universität Graz.
Seit 2013 ist sie als selbstständig Trainerin in der Erwachsenenbildung tätig. 2014/15 war sie Campaignerin für nachhaltige Landwirtschaft bei Greenpeace. Von 2018 bis 2020 war sie Finanzreferentin im Referat für Entwicklungspolitik der Katholischen Frauenbewegung Österreichs.

### Politik
Während des Studiums engagierte sie sich bei den Grünen & Alternativen Student_innen (GRAS) und in der Österreichischen Hochschülerinnen- und Hochschülerschaft (ÖH).
Auf der Landesversammlung der Grünen Wien wurde sie im Februar 2020 auf den 12. Listenplatz der Landesliste für die Landtags- und Gemeinderatswahl in Wien 2020 gewählt. Am 24. November 2020 wurde sie in der konstituierenden Sitzung der 21. Wahlperiode als Abgeordnete zum Wiener Landtag und Mitglied des Wiener Gemeinderates angelobt, wo sie Mitglied im Gemeinderatsausschuss für Klima, Umwelt, Demokratie und Personal wurde.
Für die Landtags- und Gemeinderatswahl 2025 gelangte sie auf Platz 18. Sie erhielt kein Mandat und schied am 10. Juni 2025 aus dem Landtag aus.